# Бувља пијаца
«Бувља пијаца» (латиницей Buvlja pijaca, рус. Блошиный рынок) — четвёртый студийный альбом югославской рок-группы «Рибља чорба», выпущенный в 1982 году. От предыдущих работ группы альбом отличался более мягким звуком, кроме того, были использованы смычковые и духовые музыкальные инструменты, а также чаще обычного применялись акустические гитары.
Было продано более 250 тысяч копий альбома, что было значительно меньше тиража предыдущего диска, «Мртва природа». В 1998 году альбом был назван 64-м в списке «100 лучших альбомов югославской рок-музыки». Песни «У два ће чистачи однети ђубре», «Кад ти се на главу сруши читав свет», «Ја ратујем сам», «Правила, правила», «Како је лепо бити глуп» и «Добро јутро» были использованы в фильме Мичи Милошевича «Тесная кожа».

## Обложка
Дизайном обложки альбома снова занимался Югослав Влахович. Этот альбом — единственный в дискографии «Рибља чорба», на обложке которого отсутствует логотип группы (разработанный Влаховичем).

## Список композиций
Сторона А
1. «Драга, не буди педер» (М. Милатович, Б. Джорджевич) — 3:00
2. «У два ће чистачи однети ђубре» (Б. Джорджевич) — 3:43
3. «Baby, Baby, I Don’t Wanna Cry» (М. Баягич) — 3:44
4. «Слушај сине, обриши слине» (Б. Джорджевич) — 2:48
5. «Кад ти се на главу сруши читав свет» (Р. Койич, Б. Джорджевич) — 4:57

Сторона Б
1. «Ја ратујем сам» (М. Алексич, Б. Джорджевич) — 2:35
2. «Правила, правила» (М. Баягич, Б. Джорджевич) — 6:18
3. «Како је лепо бити глуп» (Б. Джорджевич) — 2:17
4. «Нећу да живим у блоку 65» (М. Алексич, М. Баягич, Б. Джорджевич) — 3:54
5. «Добро јутро» (М. Алексич, М. Баягич, Б. Джорджевич) — 4:36

## Участники записи
- Бора Джорджевич — вокал
- Райко Койич — гитара
- Момчило Баягич — гитара
- Миша Алексич — бас-гитара
- Вицко Милатович — ударные

а также:
- Корнелие Ковач — клавишные
- Решад Яхья — виолончель
- Петар Йованович — виолончель
- Миролюб Аранджелович — кларнет
- Мирослав Блажевич — труба
- Асан Селимович — туба
- Миомир Максимчев — альт
- Петар Младенович — альт
- Геза Балаж — скрипка
- Гордана Тодорович — скрипка
- Милош Лазаревич — скрипка
- Миролюб Милошевич — скрипка
- Стоян Грбич — скрипка
- Жарко Мичкович — скрипка